# Євстахій (ім'я)
Євста́хій, або Евста́хій, (грец. Εὐστάθιος, від слова дав.-гр. εὐσταθής — «стійкий», «що твердо стоїть», «твердий, незмінний», «родючий», «квітучий», «що пишно колоситься») — українське ім'я грецького походження. Народні українські форми імені — Стах, Остап. Спорідненими є Євста́тій, Євстафій, Ста́хій.

## Особи
- Загачевський Євстахій Ілліч
- Євстахій (Єло-Малинський)
- Прокопчиць Євстахій